# Bulids skjutfält
Bulids skjutfält är ett militärt övningsfält beläget strax utanför norra delen av Uddevalla i Västra Götalands län.

## Historik
År 1940 framhöll chefen för Bohusläns regemente till fortifikationsstyrelsen att regementet saknade ett avdelat och godkänt område att nyttja som skjutfält. Som område pekade Bulidsområdet ut som tänkbart skjutfält, då det utgjordes av obebyggd lågmark, i skjutriktningen omgivet av ett bergmassiv med branta bergväggar. År 1942 köpte kronan marken som kom att utgöra Bulids skjutfält och samtidigt togs skjutfältet i bruk. Under 1970-talet blev Bohusläns regemente i behov av ny pansarvärnsskjutbana, då den dåvarande pansarvärnsskjutbanan på Bulid ansågs ligga för nära centralortens bebyggelse. En ny pansarvärnsskjutbana var av stor vikt, då regementet utbildade just uppträdande och strid mot pansarförband, där skarpskjutning främst med pansarvärnsvapen, var en viktig del av den grund- och repetitionsutbildning av värnpliktiga som Bohusläns regemente för vid sina två infanteribrigader. Försvarsutskottet och regeringen pekade ut Sågebackenområdet, beläget ca en mil från regementets kasernetablissement, som ansågs vara väl lämpad för en pansarvärnsskjutbana om ca 800 x 200 meter, vilket med riskområde utgjorde cirka 1.500 hektar. År 1981 togs det nya skjutfältet i bruk och Bulidfältet kom därefter att nyttjas för andra skjutningar och för övningar av olika slag.
År 1992 upplöstes och avvecklades Bohusläns regemente, därmed även värnpliktsutbildningen i Uddevalla, vilket medförde ett mindre behov att nyttja övnings- och skjutfälten i Uddevalla. Efter att Bohusläns regemente avvecklades kom skjutfältet att användas av övriga förband ur Försvarsmakten i Västsverige. Bland annat Älvsborgs amfibieregemente (Amf 4) och Bohusdalgruppen ur Hemvärnet. Efter att Älvsborgs amfibieregemente upplöstes och avvecklades genom försvarsbeslutet 2004 fanns det inte något behov av Bulids skjutfält. I januari 2009 beslutade Försvarsmakten om att från den 1 juli 2009 skulle skarpskjutningarna i terrängen upphöra på skjutfältet. Under 2010 säkerhetsklassades marken i syfte att fastställa vart oexploderad ammunition kunde finnas i terrängen.
År 2014 sade Försvarsmakten upp sitt avtal med Fortifikationsverket, därefter erbjöds Uddevalla kommun att köpa Bulidsområdet, som företrädesrätt, till att köpa delar eller hela området. År 2018 var framtiden för Bulidsområdet fortfarande olöst, där det vägde mellan en försäljning till Uddevalla kommun, men där även en lösning med Naturvårdsverket stod till hands. Efter att försvarsberedningen lämnat sin slutgiltiga rapport i maj 2019 inför försvarsbeslutet 2020, samt det budgetarbete som pågick under våren 2020, planerades bland annat ett nytt amfibieregemente i Göteborg. Därmed blev Bulid åter aktuell som övningsområde, i syfte att samorganiseras med Sågebackens skjutfält. Övningsområdet skulle då bli 3000 hektar stort, men där Bulidsområdet blir ett så kallat övningsfält, det vill säga inga skarpskjutningar eller annan störande verksamhet på fältet. Fortifikationsverket planerade att under våren 2021 teckna ett nytt arrendekontrakt med Försvarsmakten.

## Monument och minnesmärken
I början av oktober 2012 plockade Försvarsmakten bort den pansarbandvagn 301 som sedan 1970-talet stått som monumentvagn vid infarten till skjutfältet. Den pansarbandvagn 301 som sedan 1970-talet stått som monumentvagn vid infarten till skjutfältet, plockades hösten 2012 bort av Försvarsmakten. Det för att transportera den till Skövde, för att där plocka reservdelar från den. I folkmun kallade den för pansarvagnen och var ett klassiskt landmärke i Uddevalla. Som ersättning kom istället en infanterikanonvagn 91 ställas upp som monumentvagn, dock på det närbelägna Sågebackens skjutfält.